# А. Е. ван Воукт
Алфред Елтон ван Воукт (енгл. Alfred Elton van Vogt; Гретна, 26. април 1912 — Лос Анђелес, 26. јануар 2000) је био канадски писац научне фантастике. Сматра се главним протагонистом „златног доба“ америчке научне фантастике из средине двадесетог века.
Прву научнофантастичну причу (The Black Destroyer) објавио је 1939. у магазину Астаундинг сајенс фикшн (енгл. Astounding Science Fiction) Џона В. Кембела када започиње први, кључни део његове списатељске каријере који траје све до 1950. У САД прелази 1944. када се професионално почиње бавити писањем. А. Е. ван Воукт је двадесетак година, између две списатељске фазе, бавио и секуларном претходницом сајентологије, дијанетиком, чији је оснивач био Рон Хабард.
Први роман, Слан, објавио је 1946. и тај роман „спада међу Ван Воуктова популарнија дела“. „Од појединачних Ван Воуктових наслова нешто су бољи од осталих Путовање свемирског „Бигла“ ... Силки и Мешовити људи.“
А. Е. ван Воукт је умро 26. јануара 2000. у Лос Анђелесу, САД од Алцхајмерове болести.